# Викроти (Нижньосілезьке воєводство)
Викроти (пол. Wykroty, нім. Waldau in der Oberlausitz) — село в Польщі, у гміні Новоґродзець Болеславецького повіту Нижньосілезького воєводства.
Населення — 1770 осіб (2011).
У 1975-1998 роках село належало до Єленьоґурського воєводства.

## Демографія
Демографічна структура станом на 31 березня 2011 року:
|          | Загалом | Допрацездатний вік | Працездатний вік | Постпрацездатний вік |
| -------- | ------- | ------------------ | ---------------- | -------------------- |
| Чоловіки | 865     | 172                | 627              | 66                   |
| Жінки    | 905     | 185                | 548              | 172                  |
| Разом    | 1770    | 357                | 1175             | 238                  |